# Colosteus
Colosteus is een geslacht van uitgestorven temnospondyle Tetrapoda dat tot de colosteïden behoort. Hij leefde in het Laat-Carboon (ongeveer 307 - 305 miljoen jaar geleden) en zijn fossiele overblijfselen zijn gevonden in Noord-Amerika.

## Beschrijving
Fossielen van dit dier geven aan dat Colosteus vaag leek op een langwerpige salamander, met een afgeplatte en puntige kop, sterk gereduceerde poten en zware beenschubben die het lichaam bedekten. De afmetingen kunnen oplopen tot een meter lang. Colosteus was, net als veel vergelijkbare dieren, voorzien van kleine scherpe tanden langs de randen van de kaken en twee grote, bijzonder scherpe premaxillaire hoektanden. Het verschilde van andere colosteïden doordat de oogkas uit slechts drie botten bestond (jukbeen, traanbeen, postfrontale), een open zijlijnsysteem en een enkele rij kleine coronoïde tanden in de onderkaak. De rugschubben leken op gastralia (Hook, 1983).

## Vondst en naamgeving
De fossielen van dit dier, afkomstig uit de Linton-afzetting (Ohio), werden voor het eerst beschreven door John Strong Newberry in 1856, maar gezien hun onvolledigheid werden ze ten onrechte toegeschreven aan een nieuwe soort van de beenvis Pygopterus scutellatus. 

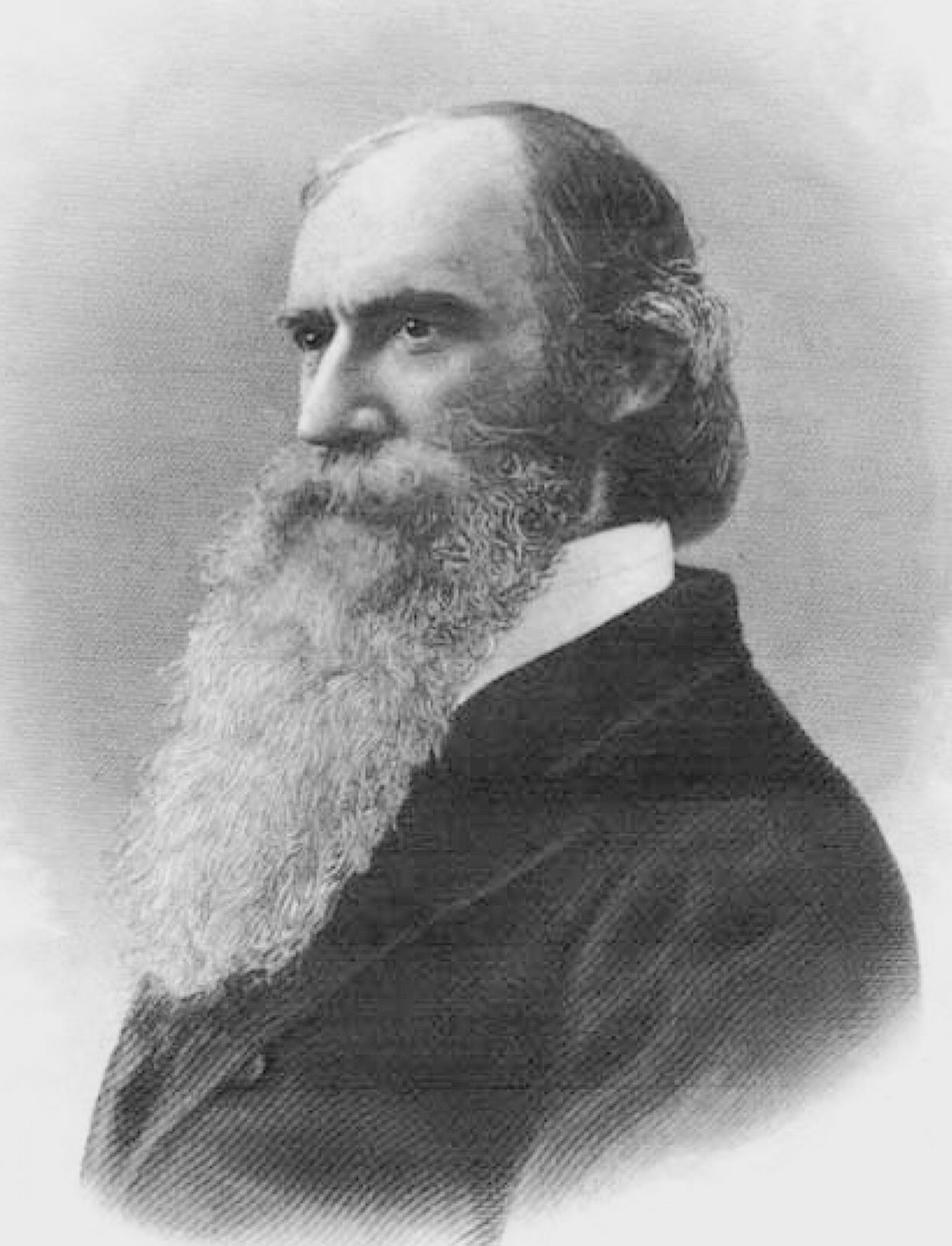
John Strong Newberry

Het was toen Edward Drinker Cope die andere overblijfselen uit dezelfde afzetting beschreef als behorend tot archaïsche 'Batrachia', ze in 1869 benoemend als Colosteus crassiscutatus, Colosteus marshii en Colosteus foveatus. Cope gaf geen etymologie van de geslachtsnaam maar die kan verklaard worden als 'rugbot'. Opmerkelijk is dat Cope een soort vernoemde naar Othniel Charles Marsh; de mannen waren in 1869 nog geen vijanden. Cope zelf erkende later dat de typesoort Colosteus crassiscutatus eigenlijk gebaseerd was op hetzelfde exemplaar, holotype AMNH 6916, dat eerder door Newberry werd beschreven als Pygopterus scutellatus; de typesoort werd daarmee Colosteus scutellatus. Colosteus foveatus bleek een jonger synoniem te zijn van Isodectes obtusus, and Colosteus marshii werd het eigen geslacht Ptyonius.

## Fylogenie

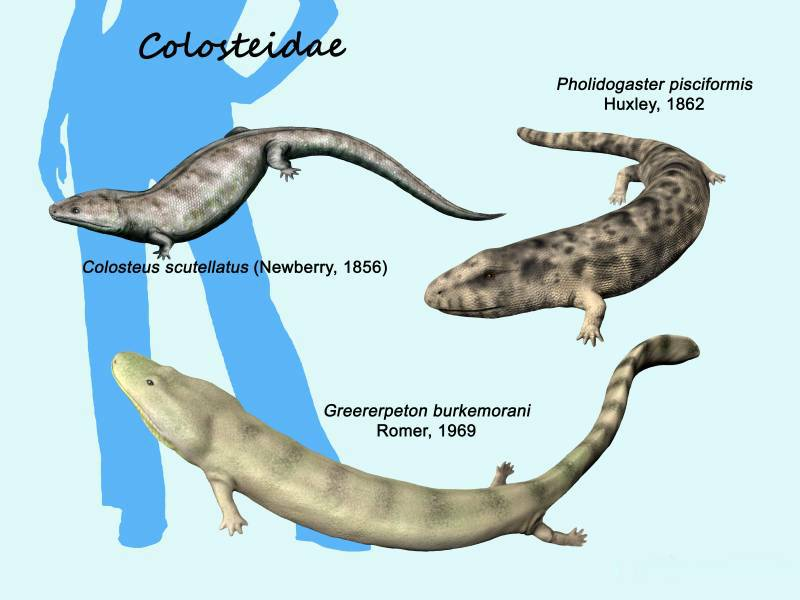
Verschillende Colosteidae

Colosteus is het typegenus van de colosteïden, een kleine groep tetrapoden die misschien dicht bij de oorsprong van de Lissamphibia ligt, met eigenaardige en typische kenmerken van het late Vroeg-Carboon en het vroege Laat-Carboon. Vooral Colosteus was een late vertegenwoordiger van de groep.

## Paleobiologie
Colosteus kon zich dankzij het kronkelige lichaam en de lange staart in de moerassen van het Carboon gemakkelijk verplaatsen, op zoek naar een prooi bestaande uit kleine 'amfibieën' en vissen.